# 8672 Морзе
8672 Морзе (8672 Morse) — астероїд головного поясу, відкритий 6 серпня 1991 року.
Тіссеранів параметр щодо Юпітера — 3,472.